# 阿瓦尔苏萨
阿瓦尔苏萨（西班牙語：Abárzuza）是西班牙纳瓦拉的一个市镇。总面积23平方公里，总人口530人（2001年），人口密度23人/平方公里。